# Чугуївське військове училище
Чугу́ївське військо́ве учи́лище (до 1910: Чугуївське піхотне юнкерське училище) — військовий навчальний заклад Російської імперії. Дислокувалось у Чугуєві, готувало офіцерів піхоти. Вважається, що Чугуївське училище підготувало російському імперському війську найбільшу кількість георгіївських кавалерів.
Свято училища: 26 листопада, день святого Георгія Побідоносця.

## Історія
- 1 вересня 1865 р. — Засновано як Чугуївське піхотне юнкерське училище в будівлі колишньої Школи військових топографів.
- 1888 — переформовано з двухсотеного до чотирисотеного складу: 4 роти, 400 штатних і 44 позаштатних юнкерів (Наказ військового відомства № 218).
- 1901 — дворічний курс змінено на трирічний (Наказ військового відомства № 197). Випускникам стали присвоювати офіцерські звання.
- 1914 — штат училища збільшено до 1200 юнкерів, встановлено чотиримісячний курс навчання.
- 15 грудня 1917 р. — училище розформовано.

## Прапор
27 січня 1903 р. даровано просте знамено зразка 1900 року. Облямівка червона, шиття золоте. Навершя зразка 1857 (гвардійське). Держак жовтий. Зображено Спас Нерукотворний.

## Нагрудний знак
Затверджено 4 жовтня 1913. Мальтійський хрест червоної емалі з білим обідком. У середині — червоний емалевий гурток із золотим обідком, а на ньому — біла фігура св. Георгія Побідоносця.

## Форма
Юнкери носили червоні погони з білою облямівкою.

## Начальники училища
- 23.06.1865—18.12.1875 — полковник Хаміна Олександр Миколайович
- 04.06.1882—10.05.1888 — полковник Зоммер Михайло Карлович
- 30.07.1901—07.03.1904 — полковник Зейн Еммануїл Олександрович
- 16.04.1904—02.03.1914 — підполковник (з 06.12.1904 полковник, з 06.12.1910 генерал-майор) Фок Яків Олександрович
- 18.04.1914—1917 — генерал-майор Фенстер (Врасський), Єремія Якович

## Відомі викладачі
- Алексін Микола Миколайович (з 1911) — полковник, заступник командира Херсонської стрілецької дивізії армії УНР.
- Астаф'єв Олексій Сергійович — генерал-хорунжий, начальник Головної шкільної управи Дієвої армії УНР.
- Волошинів Павло Ількович (1881) — муштровий офіцер училища, полковник Армії УНР, помічник начальника залоги Кам'янця-Подільського.

## Відомі випускники

### Військовики армій УНР та Української Держави
- Абриньба Дмитро Ілліч (1908) — полковник, командир Гайдамацького куреня армії УНР.
- Андрієнко Григорій Іванович - педагог, поручник Армії УНР,
- Базилевський Павло Михайлович (1916) — підполковник Армії Української Народної Республіки (в еміграції — генерал-хорунжий).
- Бальме Яків Васильович (1897) — полковник Армії УНР.
- Безручко Павло Іванович (1894) — полковник Армії УНР.
- Болбочан Петро Федорович (1909) — український військовий діяч, полковник Армії УНР
- Боровий Максим Михайлович — офіцер царської армії, полковник війська Української Народної Республіки.
- Бронський В'ячеслав Михайлович (1897) — генерал-майор, начальник Головного управління Генерального штабу Дієвої армії УНР
- Бурківський Олександр Оттович — генерал-хорунжий, начальник 1-ї Кулеметної дивізії, помічник командувача Правої групи Армії УНР.
- Вишнівський Олександр Йосипович — випущений підпоручиком у піхотний полк 34-ї дивізії. Полковник Армії УНР.
- Вовк Андрій Миколайович — політичний і військовий діяч, генерал-хорунжий Армії УНР.
- Волкобій Петро Миронович (1881) — генерал-лейтенант, командир 7-й Харківського корпусу армії Української Держави.
- Волошинів Павло Ількович (1881) — полковник Армії УНР, помічник начальника залоги Кам'янця-Подільського.
- Ганжа Петро Андрійович (1902) — командир 1-ї бригади 1-ї Сірожупанної дивізії Дієвої армії УНР.
- Гончаренко Аверкій Матвійович (1912) — український військовик, командир українських частин у бою під Крутами.
- Гончаренко Іван Теодосійович — командир 4-го Січового полку Дієвої армії УНР.
- Грох-Грохольський Яків Михайлович (1904) — полковник, командир 15-го пішого полку ім. Т. Г. Шевченка Армії УНР.
- Гудима Віталій — начальник мобілізаційного управління Головної мобілізаційно-персональної управи військового міністерства УНР.
- Дітель Вукола Юстимович — помічник начальника автопанцерного відділу Військового міністерства Центральної Ради.
- Добровольський Сергій Іванович — начальник військових комунікацій УНР.
- Євтимович Варфоломій Пимонович — начальник загального відділу Головної шкільної управи Військового міністерства УНР.
- Захарчук Святослав Косьмич — командир 4-го полку Січових стрільців Дієвої армії УНР
- Капкан Юрій Євгенович — інспектор піхоти Дієвої армії УНР.
- Кондратюк Порфирій Якович — полковник Армії УНР
- Костюченко Олекса Павлович (1914) — український військовий діяч. Сотник Армії УНР
- Котко Дмитро Васильович (1916) — сотник Армії УНР, диригент військових та хорових колективів.
- Мазюкевич Володимир Петрович (1899) — полковник Армії УНР
- Мошинський Євген Іванович (1906) —  генерал-хорунжий, начальник Законодавчої управи Головного військово-юридичного управління Військового міністерства УНР.
- Никонів Наум Архипович (1895) — генерал-хорунжий, командувач Запасних військ УНР.
- Павленко Віктор Олексійович — Генерал-хорунжий армії Української Народної Республіки.
- Пересада-Суходольський Михайло Степанович (1909) — генерал-хорунжий, начальник штабу 3-ї Залізної дивізії армії УНР
- Піщаленко Сава Мусійович (1909) — полковник Армії УНР
- Поджіо Олександр Михайлович — генерал-майор, начальник 5-ї Української дивізії 2-го Січового Запорізького корпусу військ Центральної Ради.
- Поплавко Віктор Родіонович (1902) — підполковник Армії УНР.
- Прісовський Костянтин Адамович — генеральний хорунжий армії Української Народної Республіки та Української Держави.
- Росіневич Микола Олександрович (1915) — підполковник Армії УНР.
- Савченко Володимир Павлович — генерал-хорунжий Армії УНР.
- Садовський Михайло Вікентійович — генерал-хорунжий Армії УНР.
- Свідерський-Пономаревський Іван Єфимович (1890) — полковник армії Української Держави.
- Темченко Василь Васильович (1896) — генерал-хорунжий Армії УНР.
- Ткачук Михайло Герасимович (1909) — генерал-хорунжий Армії УНР.
- Угніч Олексій Юхимович (1910) — підполковник Армії УНР.
- Удовиченко Микола Іванович (1907) — генерал-хорунжий Армії УНР.
- Филонович Василь Захарович — генерал-хорунжий Армії УНР.
- Харитоненко Микола Аркадійович (1917) — командир сотні 10-го пішого полку Сірожупанників Дієвої армії УНР
- Чехівський Микола Мусійович (1905) — командир 4-го Українського (Синьожупанного)
- Чорний Михайло Панасович (1911) — старшина Армії Української Держави, інженер-агроном, громадський діяч.
- Яворський Валентин Іванович — полковник Армії УНР
- Янчевський Микола Миколайович (1898) — генерал-хорунжий Армії УНР.

### Інші
- Акишев Георгій Васильович (1877) — випущений прапорщиком в  144-й піхотний Каширський полк.
- Баданов Василь Михайлович (1916)
- Болдирєв Василь Миколайович
- Василевський Пилип Федорович (1913) — випущений підпоручиком у 31-й Сибірський стрілецький полк.
- Воротніков Олександр Степанович (1902) — випущений в  121-й піхотний Пензенський полк.
- Герасимов Олександр Васильович (1883) — випущений прапорщиком у 61-й Резервний піхотний батальйон.
- Калмиков Іван Павлович (1912) — випущений в Приморський саперний батальйон.
- Коноплін Іван Степанович
- Корк Август Іванович (1908) — випущений підпоручиком в 98-й піхотний Юр'ївський полк.
- Кропив'янський Микола Григорович (1913) — випущений в 74-й піхотний Ставропольський полк; радянський військовий та політичний діяч, учасник Першої світової та Громадянської воєн.
- Макаренко Віталій Семенович
- Малишкін Василь Федорович (1917) — випущений прапорщиком.
- Пронін Василь Михайлович (1904) — випущений підпоручиком в 167-й піхотний Острозький полк.
- Ніколай Реек (1910) —  естонський військовий командир під час Війни за незалежність Естонії.
- Скоблін Микола Володимирович
- Юозас Урбшис (1916) — литовський офіцер, дипломат, політик. Міністр закордонних справ Литви в 1938—1940 роках.
- Штейфон Борис Олександрович (1902) — випущений підпоручиком в 124-й Воронізький піхотний полк.
- Шумилов Михайло Степанович (1916) — випущений прапорщиком.
- Юсупов Фелікс Феліксович (1876) — випущений в 10-й уланський Одеський полк.